# SA-CV-171
La SA-CV-171 es un camino vecinal perteneciente a la Red Terciaria de la Diputación Provincial de Salamanca que une la localidad de Aldeanueva de la Sierra con la  SA-220 .

## Origen y Destino
La carretera  SA-CV-171  tiene su origen en el casco urbano de Aldeanueva de la Sierra en la intersección con la carretera  SA-314 , y termina en El Cabaco en la intersección con la carretera  SA-220  formando parte de la Red de carreteras de Salamanca.